# El Manantial
El Manantial – miasto w Argentynie, w prowincji Tucumán, w departamencie Lules.
Według danych szacunkowych na rok 2010 miejscowość liczyła 14 582 mieszkańców.